# الدوري الأردني لكرة اليد
الدوري الأردني لكرة اليد هو دوري كرة اليد في المملكة الأردنية الهاشمية. انطلق في سنة 1960-1961. الدوري يلعب تحت مظلة الفيدرالية الاسيوية لكرة اليد ولايوجد آلية ثابته للدوري فيكون موسم على نظام تجمعات أو دوري الدرجة الممتازة مباشرة يلعب بدون تصفيات.
بدأ الاهتمام بلعبة كرة اليد في الأردن عام 1959 اثر عودة بعض الطلاب الأردنيين الدارسين في الكليات والمعاهد المصرية إلى الأردن، وفي نفس العام اعتمدت وزارة التربية والتعليم اللعبة ضمن بطولاتها السنوية الرسمية.
اهتمام الأندية الأردنية باللعبة تبلور في العام 1960 باعلان النادي الاهلي تشكيله لأول فريق يمارس كرة اليد، ومن بعده أعلن نادي الأردن عن ذلك لتتوالى رغبات الاندية في ممارسة هذه اللعبة الجديدة.
```
في الموسم الرياضي 1960- 1961 شهد الأردن انطلاق أول بطولة رسمية في لعبة كرة اليد تحت مظلة الاتحاد الأردني لكرة اليد والطائرة برئاسة السيد طالب عبد الرحمن قبل أن يترأس السيد عبد الله أبو نوار مجلس إدارة أول اتحاد عام 1965 وعندها بدأ الاهتمام الرسمي باللعبة، وفي عام 1966 انضم الاتحاد الأردني لكرة اليد إلى الاتحاد الدولي للعبة، واصبح عضواً مؤسساً في الاتحاد العربي عام 1975 بعد أن شارك السيد عبد الله أبو نوار في المؤتمر التأسيسي للاتحاد العربي الذي عقد في السعودية، كما أصبح الأردن عضوا في لاتحاد الاسيوي لفترات طويلة وفي مكتبه التنفيذي.
```

سيطر النادي الاهلي على سجل بطولات كرة اليد حتى بداية السبعينيات، ومن ثم انضمت عدة فرق للمنافسة على الالقاب ابرزها بطولة الدوري؛ منها الجزيرة والحسين حتى استقرت في نادي عمان الذي نال شرف تمثيل الأردن في بطولة الاندية العربية ابطال الدوري عام 1980.
```
النادي العربي اطل بعد ذلك في سماء اللعبة، فحمل بطولة درع الاتحاد لعشرة اعوام، وفي عقدي الثمانينات والتسعينات توالت الاندية الأردنية الانضمام إلى مظلة الاتحاد الذي أصبح مستقلاً لممارسة لعبة كرة اليد اثر انضمام عدد كبير من الاندية إلى مظلته ابرزها السلط وكفرسوم وساكب الكتة وكفرنجة.. وغيرها.
```

## سجل الأبطال

### حسب المواسم
قائمة ابطال الدوري الأردني لكرة اليد حسب المواسم.